# Philipp Rösler
Philipp Rösler (Khanh Hoa, 24 febbraio 1973) è un politico tedesco del Partito Liberale Democratico.
Nel novembre 2009 è stato nominato Ministro della sanità nel governo Merkel II, per poi passare a dirigere il ministero dell'economia nel maggio 2011. Contemporaneamente è stato nominato vice-cancelliere federale.
Il 13 maggio 2011 è stato nominato presidente del suo partito in sostituzione di Guido Westerwelle.
In precedenza ha detenuto la carica di ministro per l'economia e vice Primo ministro del Land della Bassa Sassonia dal 18 febbraio 2009.

## Vita e carriera
Philipp Rösler è nato a Khanh Hoa, in Vietnam; all'età di nove mesi è stato adottato da una coppia tedesca che aveva già due figli biologici naturali. È cresciuto ad Amburgo, Bückeburg e Hannover, dove ha conseguito la maturità nel 1992. Dopo la laurea in medicina ha conseguito il dottorato nel 2002. Prima di dedicarsi a tempo pieno alla politica prestava servizio come medico militare. È cattolico e membro della Conferenza Generale del Comitato Centrale dei Cattolici Tedeschi.

## Carriera politica

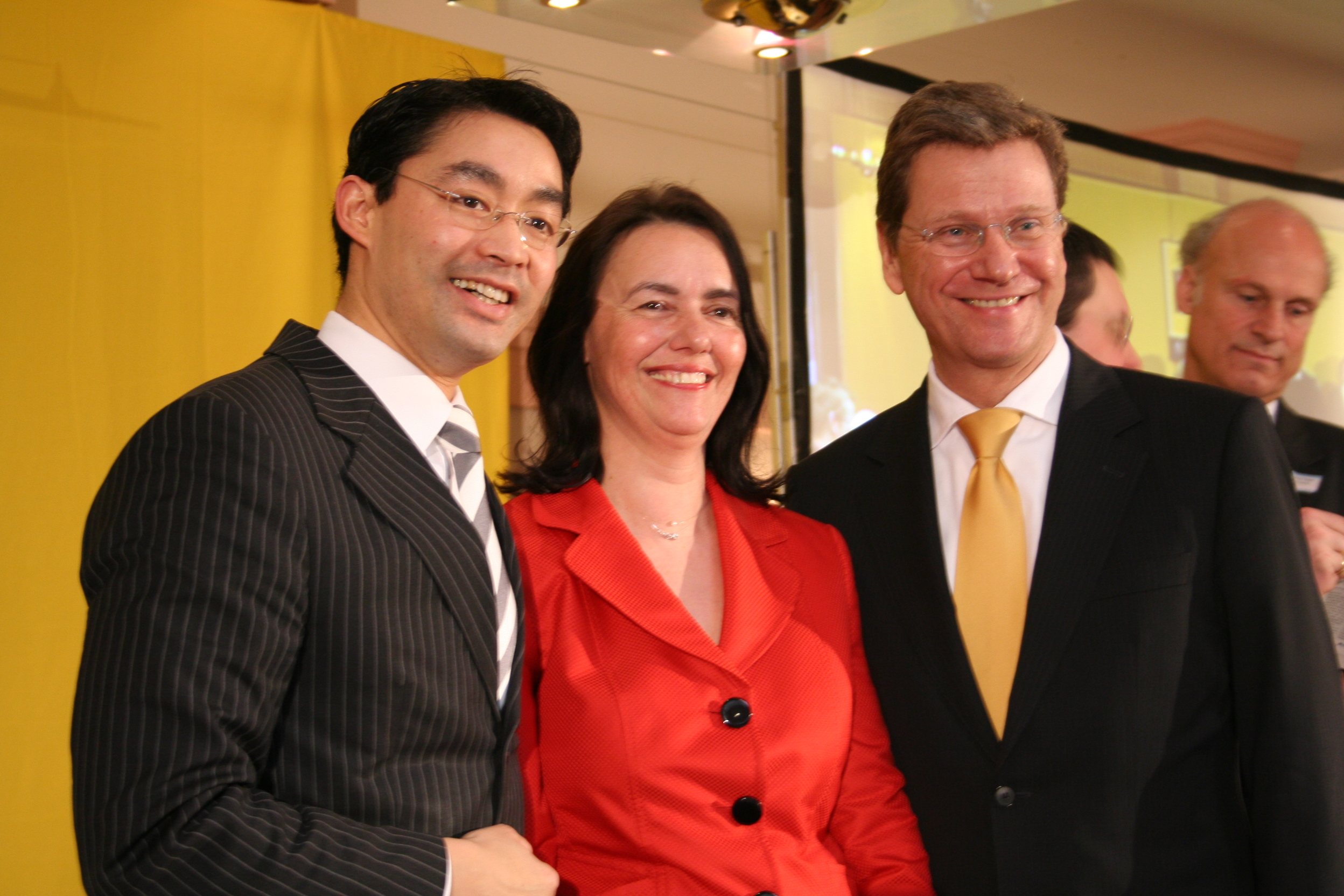
Philipp Rösler a un congresso del Partito Liberale in Bassa Sassonia

Rösler è stato un membro della FDP e della sua organizzazione politica giovanile dal 1992. È stato segretario del FDP nello stato della Bassa Sassonia dal 2000 al 2004. Dal 2001 fino al 2006 Rösler è stato membro della assemblea regionale di Hannover, dove è stato anche vice presidente del gruppo parlamentare. Nel maggio 2005 è stato eletto come osservatore del Comitato esecutivo federale FDP, ottenendo il 95% dei voti. Nel marzo 2006, Rösler è stato eletto presidente del partito della Bassa Sassonia, sostituendo Walter Hirche, che aveva deciso di dimettersi dopo dodici anni al timone. Nel mese di aprile 2008, Rösler è stato confermato presidente del partito FDP in Bassa Sassonia, ricevendo il 95% dei voti.
In occasione della conferenza federale del partito nel giugno 2007, Rösler è stato rieletto come membro del comitato esecutivo del partito. Il mese successivo, si è presentato come principale candidato del suo partito nelle elezioni dello stato della Bassa Sassonia, tenutesi nel gennaio 2008. Alle elezioni, ha ricevuto il 10,9% dei voti nella sua circoscrizione elettorale locale, Hannover-Döhren. Dal 2003 è presidente del gruppo parlamentare FDP nel parlamento dello stato della Bassa Sassonia. Il 18 febbraio, Rösler è stato nominato ministro per l'economia, lavoro e trasporti, nonché vice primo ministro dello stato della Bassa Sassonia.
Nel mese di ottobre 2009, è stato annunciato che sarebbe succeduto a Ulla Schmidt come Ministro della sanità nel secondo governo di Angela Merkel.
Il 12 maggio 2011 è subentrato a Rainer Brüderle alla guida del ministero dell'economia, e il giorno dopo è stato eletto alla carica di presidente del Partito Liberale Democratico in sostituzione di Guido Westerwelle.